# أوبيتسو الثاني ديستي
أوبيتسو الثاني ديستي (1247 - 13 فبراير 1293) ماركيز فيرارا وماركية أنكونا .
أعلن حاكماً مدى الحياة في فيرارا سنة 1264 ، و حاكم مودينا سنة 1288 وريدجو في سنة 1289 . و بإعلانه انتهت الفترة البلدية في فيرارا وبدأ رسمياً الحكم الوراثي .